# Tour of Missouri
A Tour of Missouri profi országúti kerékpárverseny. Minden év szeptemberében rendezik, az Amerikai Egyesült Államok beli Missouri államban. Az első versenyt 2007-ben rendezték, melyet az amerikai George Hincapie nyert.

## Dobogósok
| Év   | Győztes               | Második         | Harmadik         |
| ---- | --------------------- | --------------- | ---------------- |
| 2007 | George Hincapie       | Will Frischkorn | Dominique Rollin |
| 2008 | Christian Vande Velde | Michael Rogers  | Svein Tuft       |
| 2009 | David Zabriskie       | Gustav Larsson  | Marco Pinotti    |

## Külső hivatkozások
- Hivatalos honlap